# Guido Baccelli
Pour les articles homonymes, voir Baccelli.
Guido Baccelli (25 novembre 1830, Rome - 11 janvier 1916, Rome) est un médecin et homme politique italien.

## Biographie

### Famille et éducation
Guido Baccelli est né à Rome le 25 novembre 1830 d'Antonio, descendant d'une noble famille florentine et chirurgien de grande renommée, et d'Adelaide Leonori. Il fait ses études au Collegio Ghislieri de la Via Giulia à Rome (démoli pour faire place au Liceo Virgilio). Au début de l'année 1848, il tente de s'enrôler dans un corps de volontaires pour l'indépendance de l'Italie, mais le recteur du collège l'en empêche ; le 30 avril 1849, ayant échappé à la surveillance des instructeurs, il passe quelques heures sur les barricades qui défendaient la République romaine contre l'assaut des troupes françaises, mais lorsqu'il rentre le soir, son père le voit " avec les mains fumées et l'odeur de la poussière ", lui interdit de continuer et le relègue dans la maison familiale de San Vito Romano. Il s'inscrit à la faculté de médecine de l'université pontificale de La Sapienza et obtient entre 1852 et 1853 un double diplôme de médecine et de chirurgie. Élève de Benedetto Viale Prelà, Baccelli s'est toujours souvenu de son professeur comme de celui grâce auquel, à partir de 1852,
"L'enseignement pratique a été réformé et l'analyse clinique, le microscope, le stéthoscope et le pleximètre ainsi que l'investigation consciencieuse du cadavre ont constitué le vaste équipement du nouvel enseignement".
(Guido Baccelli)

### Médecin et professeur d'université
Dès 1856, il est suppléant à la chaire de médecine politico-juridique. En 1862, il remplace Benedetto Viale-Prelà à la chaire de Clinica medica et à la direction de la clinique du même nom qui se trouvait, à l'époque, à l'Arcispedale di Santo Spirito en Saxe : il occupera ces deux postes pendant plus de cinquante ans, jusqu'à sa mort. Sa rigueur intellectuelle et son efficacité pédagogique recevront de nombreux témoignages faisant autorité.
Le grand clinicien Augusto Murri, qui fut l'assistant de Baccelli à la Clinique médicale de Rome à partir de 1870, se souvient de lui en 1888:
"Lorsque je suis entré dans sa clinique, j'avais vécu deux ans dans les écoles de France et d'Allemagne, mais dans aucune d'elles le libre examen, le respect de l'indépendance absolue de la pensée et de la parole n'étaient aussi religieux et sincères que dans la Clinique située à cent mètres du Vatican. Pensez avec votre cerveau ; ne vous inclinez jamais devant l'autorité, croyez les faits et la raison, mais rien d'autre ; ne me croyez pas, mais croyez votre propre jugement". Ce sont les phrases que notre Maître avait l'habitude de nous répéter chaque jour".
(Augusto Murri)
Le non moins célèbre malariologue Ettore Marchiafava se rappelait encore en 1928:
"les leçons inoubliables sur la perniciosité [du paludisme] données par Guido Baccelli, dans une petite salle du dernier étage de l'ancien et glorieux hôpital Santo Spirito, auxquelles mes pensées reviennent souvent avec un sentiment de nostalgie et de gratitude".
(Ettore Marchiafava)

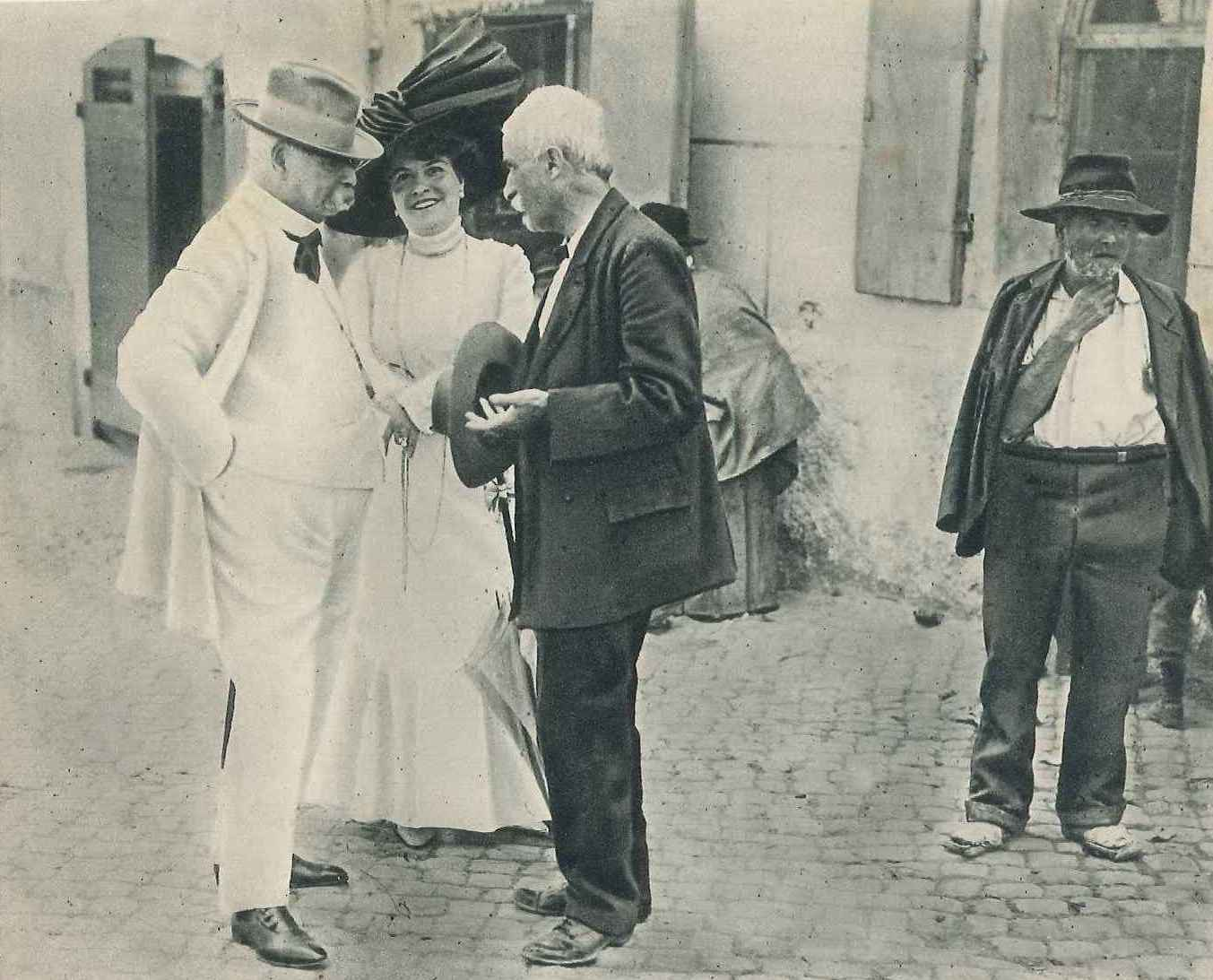
Guido Baccelli (avec sa nièce Elena) est consulté par un fermier dans la rue

Dans la pratique médicale, Guido Baccelli est l'un des tout premiers en Italie à utiliser systématiquement le stéthoscope, au point d'être parfois appelé "le médecin qui examine les malades avec une trompette" (le stéthoscope monaural de l'époque avait en effet la forme d'une petite trompette). Son patient le plus célèbre est sans doute le roi Victor Emmanuel II, que Baccelli a assisté lors de sa dernière maladie broncho-pulmonaire fatale. À cette occasion, Baccelli expérimente sur le souverain l'utilisation thérapeutique de l'oxygène, un traitement alors totalement pionnier, qui provoque une amélioration temporaire de la respiration permettant au roi d'accomplir certains actes nécessaires à la succession et de se réconcilier in extremis avec l'Église catholique en obtenant les derniers sacrements. C'est dans cette circonstance qu'une amitié profonde et durable a commencé entre Guido Baccelli et le nouveau roi Umberto I.

### Principales contributions scientifiques

#### Séméiotique et cardiologie
Baccelli a donné une grande impulsion à l'investigation séméiotique abdominale et thoracique. En particulier, ses études sur les pathologies cardiaques et des grands vaisseaux, qui aboutirent à la publication de l'ouvrage en trois volumes "Patologia del cuore e dell'aorta" (Rome, 1863-1866), lui permirent d'identifier de nombreux symptômes et tableaux morbides nouveaux: " Il associa son nom au phénomène de la pétrification aphonique dans les épanchements pleuraux (1876), illustra le symptôme de la diplofonie dans les cas de cavernes communicantes, (. ...) l'angine abdominale cliniquement individualisée" Certains auteurs font remonter à Guido Baccelli la pratique diagnostique bien connue qui consiste à faire dire au patient le mot "trente-trois" afin de provoquer des vibrations favorisant l'investigation de l'état des poumons. Cette pratique a été saluée par Hermann von Helmholtz lui-même.

#### La lutte contre le paludisme

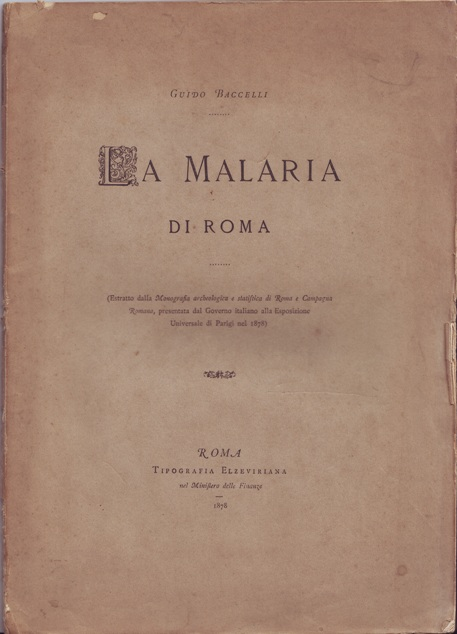
Guido Baccelli, La malaria de Rome (1878)

Baccelli a été l'un des protagonistes de la lutte italienne contre le paludisme également parce que, comme il dirigeait la clinique de l'hôpital de Santo Spirito où étaient habituellement admis les "hommes fiévreux" provenant de l'Ager romanus (Agro Romano) et des régions voisines, un grand nombre de patients atteints de paludisme passaient sous ses yeux, ce qui lui a permis de se familiariser avec "toutes les formes cliniques très différentes de la maladie". Grâce à cette grande expérience, Guido Baccelli est chargé par le gouvernement italien de rédiger un rapport sur le paludisme qui sera présenté, avec d'autres contributions, à l'Exposition universelle de Paris en 1878 : son essai "La malaria di Roma" (1878) est d'autant plus significatif qu'il présente les connaissances les plus récentes sur le paludisme à la veille des découvertes extraordinaires qui en changeront complètement la physionomie au cours des vingt années suivantes. Plus tard, Baccelli accueillera dans les salles de Santo Spirito les deux futurs prix Nobel Alphonse Laveran (en 1882) et Camillo Golgi (en 1893), qui cherchaient et trouvaient des confirmations à leurs théories sur la genèse et l'évolution de la malaria, tant dans la Campagne romaine que dans cet hôpital, où l'écorce de quinquina avait été utilisée pour la première fois au XVIIe siècle contre les fièvres paludéennes. Ce même hôpital sera le témoin d'autres expériences décisives menées par Angelo Celli et Ettore Marchiafava et, à la fin du siècle, par Giovan Battista Grassi, Amico Bignami et Giuseppe Bastianelli, toutes figures plus ou moins directement liées à Baccelli, même si elles n'étaient pas toujours d'accord avec lui sur la nature de cette maladie et les moyens les plus appropriés pour la combattre. La plus grande limite de Baccelli - du point de vue de l'étiopathogénie du paludisme - a été de résister, pratiquement jusqu'à la fin de sa vie, à l'idée de l'"exclusivisme anophélien", c'est-à-dire à l'idée que seul le moustique anophélien (Anophelinae) était le vecteur de l'infection. Ainsi, alors qu'Angelo Celli, " anoféliste " convaincu, promouvait des lois pour rendre la quinine accessible à tous, Guido Baccelli était convaincu que la propagation de la malaria était davantage liée à la persistance de vastes zones marécageuses et insalubres dans de grandes parties de l'Italie qu'à la présence de moustiques anofèles dans celles-ci, il s'est engagé, en tant qu'homme politique et ministre, à promouvoir de manière décisive l'approbation de lois pour la récupération, non seulement hydraulique mais aussi agraire et socio-éducative, de l'Agro Romano et ensuite progressivement d'autres zones italiennes, contribuant ainsi de manière significative à réduire l'incidence de cette grave maladie.

#### Médicaments héroïques" et thérapie intraveineuse
D'un point de vue thérapeutique, Guido Baccelli privilégie les "médicaments héroïques", c'est-à-dire ceux destinés à des cas particulièrement graves ou apparemment sans espoir. Baccelli fut notamment un pionnier dans l'utilisation thérapeutique des injections intraveineuses ("Ouvrir la voie des veines aux médicaments héroïques") qu'il appliqua, par exemple, avec succès dans certains cas, qui semblaient jusqu'alors sans espoir, de malaria pernicieuse, une forme particulièrement grave de la maladie qui entraînait souvent la mort en quelques heures. Ses injections intraveineuses de chlorhydrate de quinine qui, à partir de 1889, lui permettent d'obtenir des guérisons retentissantes de paludisme pernicieux lui valent, lors du Congrès médical international de Berlin en 1890, un commentaire célèbre du grand pathologiste allemand Rudolph Virchow : "Ce que Joseph Lister a fait pour la surface du corps, Baccelli l'a fait pour la crase sanguine". Pourtant, dès 1907, Charles Louis Alphonse Laveran, tout en faisant l'éloge de la méthode de Baccelli, déclarait qu'il préférait désormais la méthode hypodermique, car elle était tout aussi rapide et certainement plus simple pour introduire "les sels de quinine dans la circulation générale". Entre-temps, cependant, la méthode d'injection intraveineuse de Baccelli avait sauvé de nombreuses vies, dont celle du jeune Enrico Novelli, qui allait devenir le célèbre écrivain et dessinateur "Yambo".

### Carrière politique

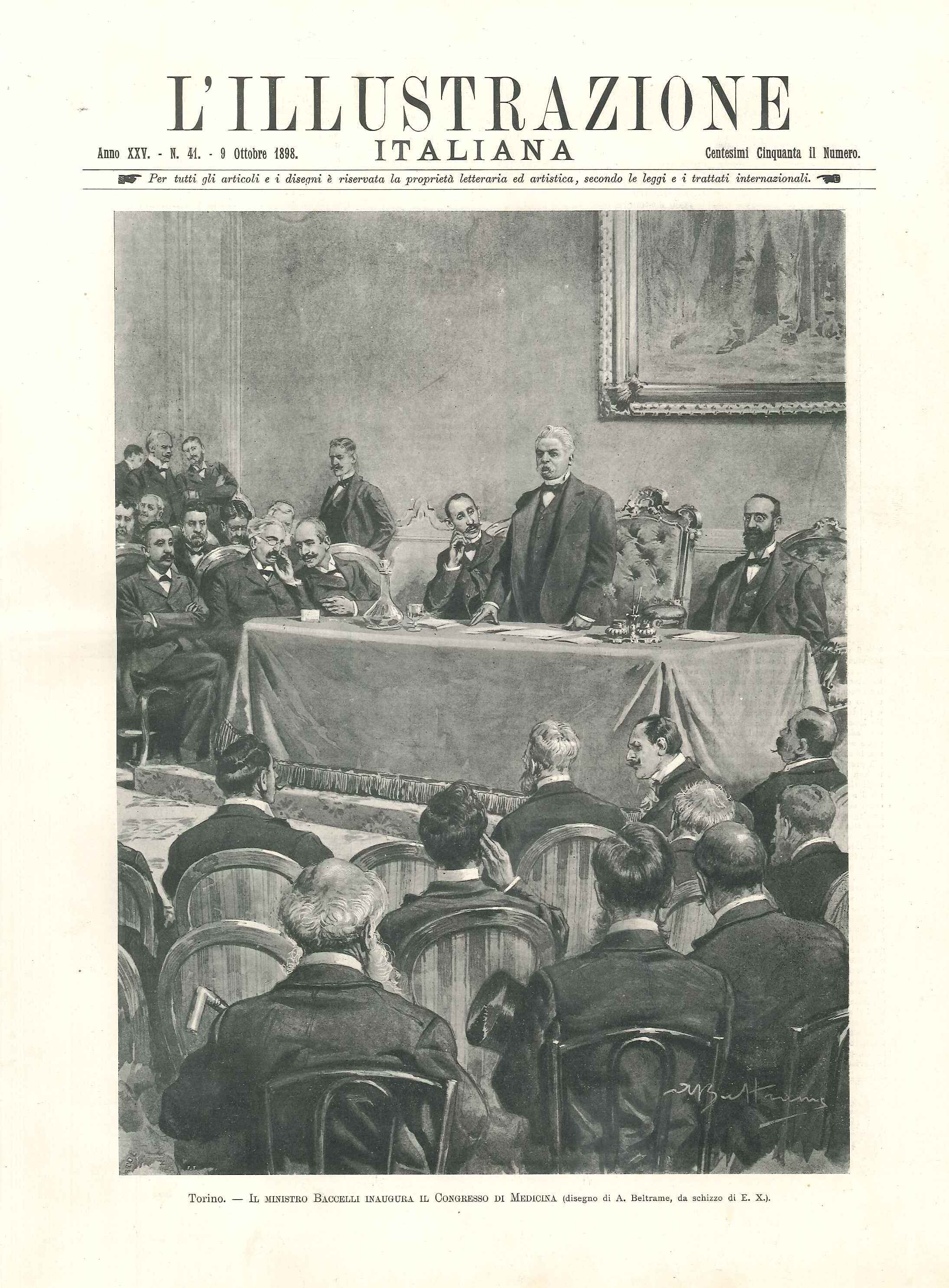
Le ministre Baccelli ouvre le Congrès de médecine à Turin en 1898

Après la prise de Rome en 1870, Guido Baccelli prête - avec 21 autres professeurs de La Sapienza (sur un total de 36) - le serment d'allégeance au roi et aux lois du nouvel État requis pour être confirmé dans les postes d'enseignement en octobre 1871. Ensuite, bien que contrarié par certains qui le considéraient comme un clerc et l'accusaient de ne pas avoir donné suffisamment de preuves de sentiments libéraux et patriotiques au cours des années précédentes, Guido Baccelli a entamé une carrière politique fulgurante qui l'a conduit à être l'un des hommes d'État les plus influents d'Italie au tournant des XIXe et XXe siècles.
En 1872, il est nommé président du Conseil supérieur de la santé, fonction qu'il conserve jusqu'en 1877, puis de 1887 à 1915, date du début de la Première Guerre mondiale, soit un total de plus de trente ans (un cas unique dans l'histoire de l'Italie). Partisan de la gauche historique (Sinistra storica), il est élu pour la première fois à la Chambre des députés en 1874, aux côtés de Giuseppe Garibaldi, dont il devient l'ami et le collaborateur dans certaines batailles parlementaires. En 1875, il devient également membre du conseil municipal de Rome, où il siège jusqu'en 1913.
De 1881 à 1900, il obtient sept fois la charge de Ministre de l'Instruction publique du royaume d'Italie (une de ses destitutions temporaires en 1896 fut la cause d'un mouvement estudiantin mené par Filippo De Nobili) durant les gouvernements Cairoli III, Depretis IV, Depretis V, Crispi III, Crispi IV, Pelloux I et Pelloux II. De 1901 à 1903, durant le gouvernement Zanardelli, il est Ministre de l'Agriculture, de l'Industrie et du Commerce.
En 1895, il prépare de nouveaux programmes en ajoutant des suggestions très détaillées pour chaque sujet d'étude, instituant également des notions de travail manuel, agricole et "donnish", élargissant également l'espace de l'éducation religieuse au détriment de l'éducation scientifique. L'enseignement de l'histoire devait également viser à l'éducation morale et patriotique des élèves. Il a également porté la durée de la première année de l'école primaire à trois ans, tandis que la deuxième année est restée de deux ans.
En tant que ministre de l'éducation, il a favorisé la construction de l'hôpital Umberto I (Policlinico Umberto I) et de la Galerie nationale d'art moderne et contemporain à Rome, et a donné une impulsion aux fouilles archéologiques de Pompéi et des thermes de Caracalla.

## Les grands projets pour la capitale Rome
Guido Baccelli, humaniste et amoureux de l'antiquité classique, est l'un des grands théoriciens de la nouvelle capitale de l'État unifié comme la Troisième Rome, à la recherche d'une nouvelle grandeur après celles atteintes par la Rome antique et la Rome des papes. Il mettra donc toute son influence et son poids politique en jeu (ce qui se ressent également par sa présence fréquente dans la satire politique de l'époque) pour réaliser des projets ambitieux qui feront précisément revivre la grandeur de la ville de Rome.

### Le Panthéon
Dès qu'il devient pour la première fois ministre de l'Instruction publique (1881), Baccelli, profitant du fait que la Direction générale des Antiquités et des Beaux-Arts dépendait alors de ce ministère, promeut une grande campagne de restauration du Panthéon, visant à rendre à ce monument sa splendeur primitive. Baccelli fit isoler le monument des constructions qui l'avaient quelque peu étouffé au fil du temps, fit démolir les deux clochers controversés (les " oreilles d'âne " comme les appelait la population romaine) construits au XVIIe siècle par Gian Lorenzo Bernini et, malgré l'avis contraire du grand historien Theodor Mommsen, fit placer sur la façade du temple restauré des lettres en bronze, identiques à celles qui y figuraient dans l'Antiquité pour rappeler l'œuvre d'Agrippa : M. AGRIPPA.L.F.COS.TERTIVM.FECIT (Marcus Agrippa, fils de Lucius, consul pour la troisième fois, construit).

### La promenade archéologique

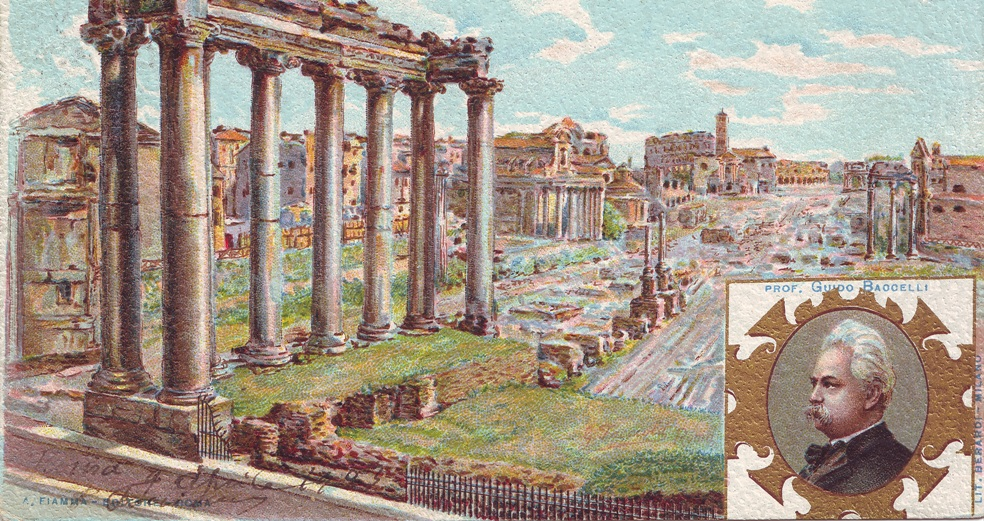
Carte postale du début du XXe siècle célébrant le travail de Baccelli pour la mise en valeur de la zone archéologique de Rome

Mais la restauration du Panthéon n'était que le prélude au plus grand projet de Baccelli dans le domaine de l'histoire et de l'archéologie : celui de la valorisation urbaine de la zone monumentale antique de Rome, encore connue aujourd'hui sous le nom de "promenade archéologique". Déjà pendant ses deuxième et troisième ministères, entre 1882 et 1884, Baccelli avait promu une importante campagne de fouilles et de réaménagement du Forum romain. Le principal résultat des fouilles archéologiques de ces années-là est la découverte de la Maison des Vestales, explorée en 1882 1883 sous la direction de Rodolfo Lanciani. Mais c'est au milieu des années 1980 que prend forme le projet grandiose de Baccelli pour une protection urbaine complète et une valorisation artistico-culturelle de la vaste zone monumentale, qui comprend des lieux fascinants et symboliques comme le Forum romain, le Palatin, le Colisée et les Thermes de Caracalla. Le développement immobilier souvent sauvage et incontrôlé qui a caractérisé les premières années de la nouvelle capitale italienne risquait d'aggraver encore la dégradation et l'effacement progressif de l'une des zones les plus chargées d'histoire au monde. C'est dans cette optique que Guido Baccelli a présenté au Parlement, en 1887, un "Plan d'aménagement de la zone monumentale réservée de Rome", qui est devenu une loi quelques mois plus tard. La loi délimite une vaste zone (le Forum romain avec une petite partie des Forums impériaux, le Colisée, les thermes de Trajan, des parties du Cælius, du Palatin, du Forum Boarium, du Circus Maximus, de l'Aventin, des thermes de Caracalla, de la Voie Appienne jusqu'au mur d'Aurélien) pour en faire un parc archéologique ; les travaux devaient être achevés en dix ans grâce à des expropriations convenues entre la municipalité de Rome et le ministère de l'Éducation. Le projet grandiose a été révisé et réduit à plusieurs reprises au cours des décennies suivantes, mais finalement, la bataille de Guido Baccelli a été essentiellement gagnée et aujourd'hui, la réalisation de ce projet est au centre de chaque visite touristique à Rome.

### La Galerie nationale d'art moderne
Pour Guido Baccelli, cependant, non seulement l'art ancien et l'archéologie, mais aussi l'art contemporain devaient être valorisés comme la cause et l'effet de la renaissance nationale italienne, et Baccelli commença donc à concevoir l'idée d'une grande collection nationale d'art dédiée à la modernité, dans laquelle le nouvel État pourrait rassembler "d'excellentes œuvres en peinture, sculpture, dessin et gravure, sans distinction de genre ou de manière (...). Deux décrets ministériels de 1881 et 1883 précisent les caractéristiques du projet et donnent le feu vert aux acquisitions, même si la future Galerie nationale d'art moderne (Galleria nazionale d'arte moderna) est destinée à rester sans domicile convenable et définitif pendant plusieurs années encore. L'inauguration de la nouvelle collection a eu lieu en 1885 dans les locaux exigus mis à disposition par l'administration capitoline dans le Palais des expositions de Rome (Palazzo delle Esposizioni) nouvellement ouvert dans la Via Nazionale. Le musée a finalement trouvé sa place dans le Palazzo delle Belle Arti construit en 1911 à Valle Giulia, à l'occasion des expositions nationales et internationales organisées à Turin, Florence et Rome pour célébrer le cinquantième anniversaire de l'unification de l'Italie. En 1915, les collections de la Galerie nationale d'art moderne y ont été déplacées et rangées, et n'ont cessé de s'accroître depuis, faisant de cette institution la plus importante collection italienne de production artistique des XIXe et XXe siècles. Un buste en bronze de Guido Baccelli, exécuté par le sculpteur romain Giulio Tadolini en 1895, commémore l'inspirateur et le premier promoteur tenace de la galerie.

### La polyclinique "Umberto I"
Guido Baccelli, qui avait une connaissance directe des limites structurelles insurmontables des bâtiments historiques comme l'hôpital de Santo Spirito en Saxe, fut l'un des premiers à concevoir et à soutenir le grand projet de doter Rome d'un nouvel hôpital universitaire moderne, capable de répondre aux nouvelles exigences scientifiques, sociales et éducatives qui émergeaient dans ces décennies révolutionnaires pour la médecine et la santé. Dès sa première élection en tant que député, en 1874, la future polyclinique sera constamment au centre de son action politique. Avec sa nomination comme ministre en 1881, le projet reçoit une accélération décisive : Baccelli crée et préside une commission d'éminents cliniciens dans le but d'examiner et de résoudre les problèmes inhérents à la construction du nouvel hôpital et obtient le premier financement de l'État pour le projet avec la loi 209/1881. Le projet du nouvel hôpital est confié à l'architecte Giulio Podesti en 1883, bien qu'il n'ait pu élaborer et faire approuver le projet exécutif que vers la fin de l'année 1888 en raison de certaines incertitudes quant à l'emplacement définitif de l'hôpital. Il devait s'agir d'une structure pavillonnaire reliée par des galeries typiques à deux étages, conformément aux souhaits autoritaires de Florence Nightingale, entre autres, de promouvoir l'hygiène, la lutte contre les infections hospitalières et la spécialisation des soins. Le 19 janvier 1888, lors d'une cérémonie solennelle en présence du roi Umberto I et de la reine Margherita, la première pierre de la nouvelle polyclinique est posée. Le roi, comme le rapporte le British Medical Journal, avait dit à son ami Baccelli que " aussi gratifiante que soit cette occasion, pour lui ce serait un jour plus heureux quand, une fois le bâtiment achevé, il pourrait y visiter les malades ". Le roi d'Italie, dont le nouvel hôpital porte désormais le nom, n'aura jamais cette chance car il est assassiné en 1900. Les travaux de construction, en effet, avancèrent lentement et, bien qu'à partir de 1893 une nouvelle revue fondée par Guido Baccelli et le chirurgien Francesco Durante, intitulée "Il Policlinico", ait entretenu la flamme de ces travaux, l'hôpital Umberto I (Policlinico Umberto I) ne fut achevé qu'en 1902, pour être officiellement inauguré en 1904.

## Vie privée

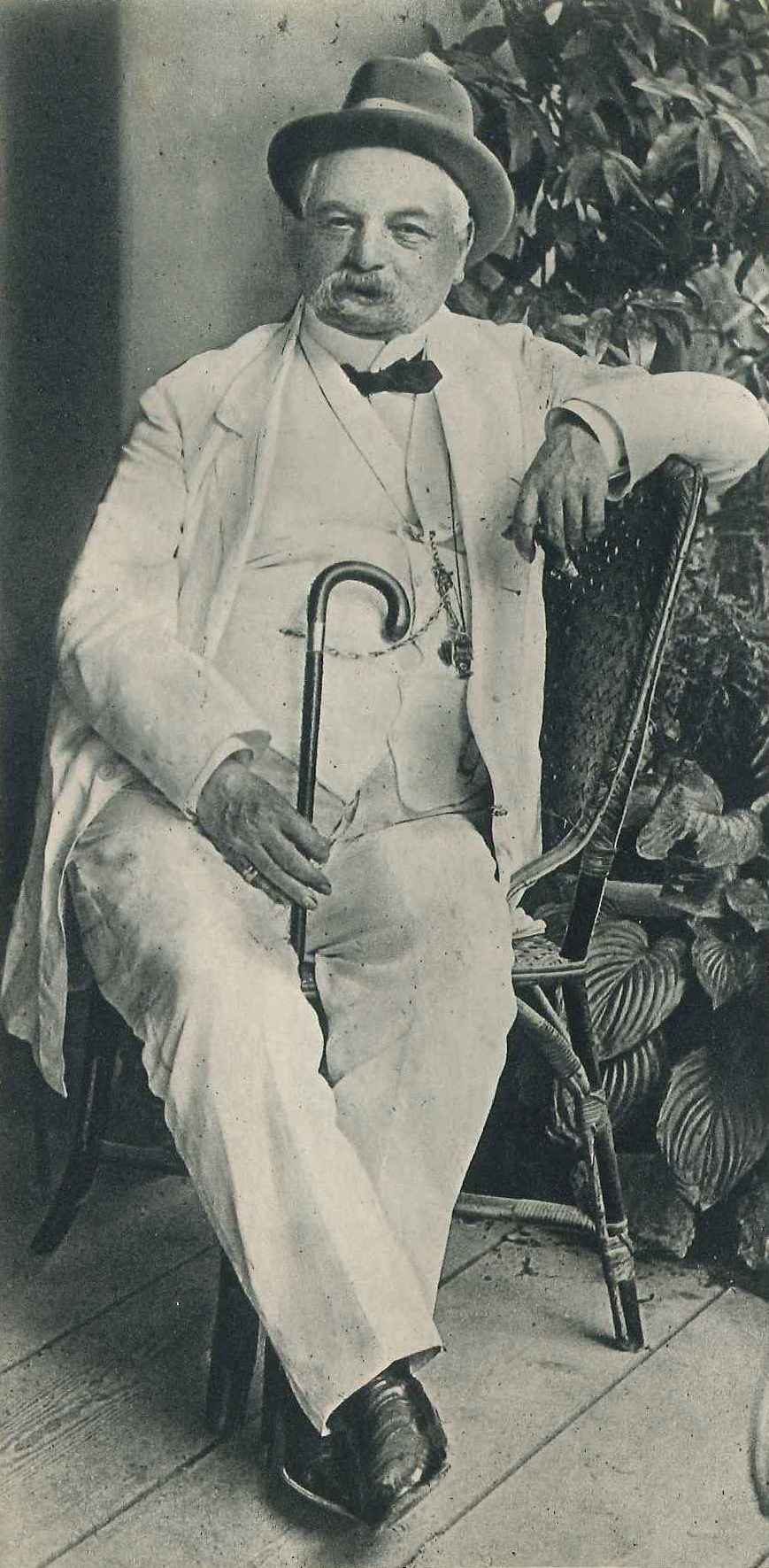
Guido Baccelli à Montecatini

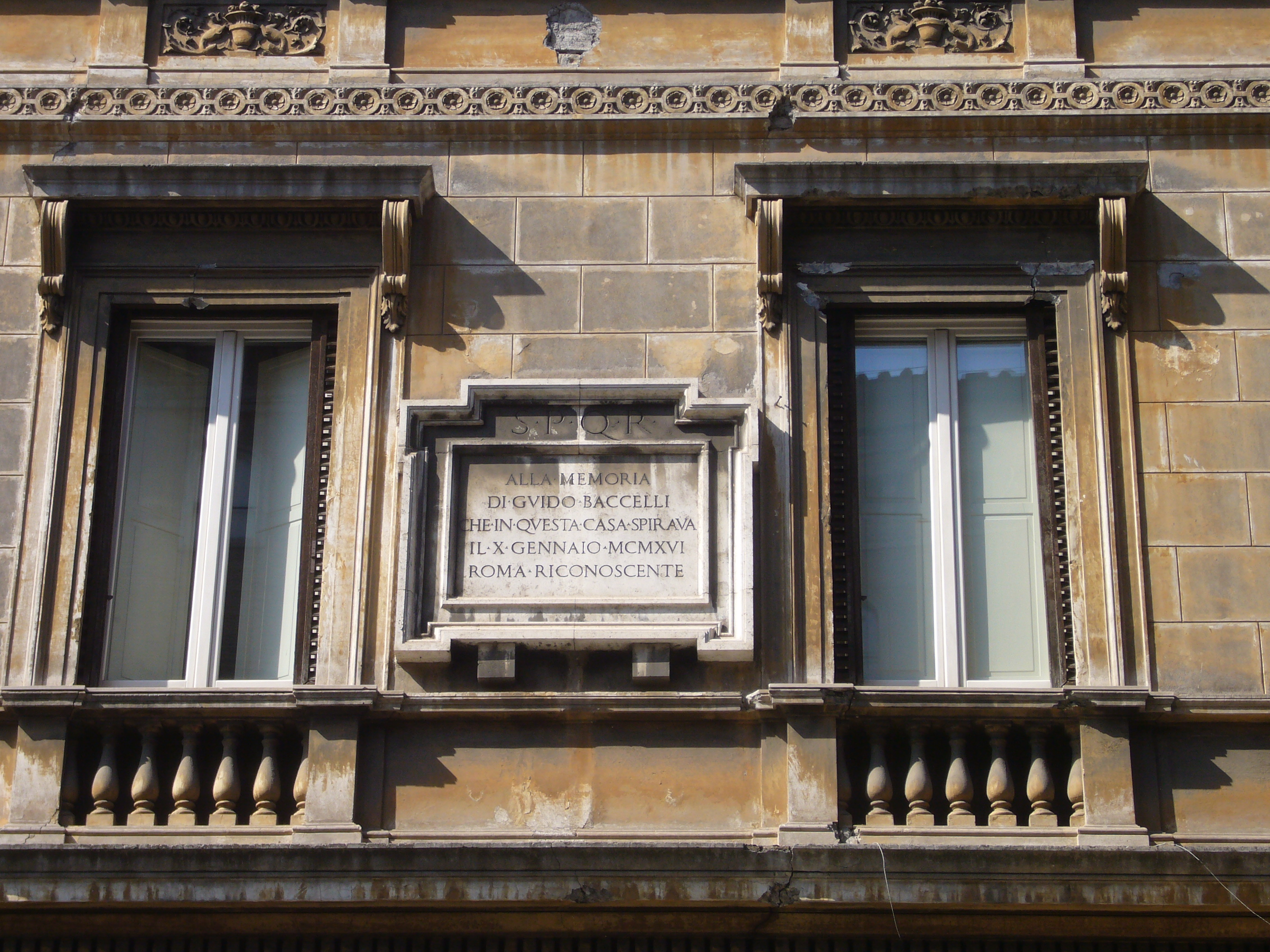
Le souvenir de Guido Baccelli de sa dernière maison à Corso Vittorio

Il s'est marié en 1862 avec la noble Amalia de'Marchesi dei Cinque, et le 10 septembre 1863, il a eu son fils unique Alfredo, qui deviendra à son tour avocat, écrivain, homme politique et ministre. Cette même année 1863, en mai, sa mère Adelaide était morte. En 1911, sa femme Amalia meurt ; dans les années qui suivent, Baccelli s'attache sentimentalement à la noble Eleonora Lorillard Cenci, princesse de Vicovaro, qu'il a sauvée de la mort dans son jeune âge, et la suit dans de longs séjours à l'étranger, entre Paris et Lucerne, revenant en Italie de plus en plus rarement, comme en 1912 pour quelques leçons de clinique et en 1913 pour des élections politiques.

En 1915, malgré sa santé précaire, il veut participer, en tant qu'interventionniste, à la session parlementaire historique du 20 mai, au cours de laquelle le ministre Antonio Salandra se voit confier les pleins pouvoirs en vue de la guerre imminente; c'est la dernière session parlementaire de Guido Baccelli : lorsqu'il entre dans la salle, soutenu par son fils Alfredo, il est accueilli par des applaudissements nourris (comme cela avait été le cas peu avant pour Gabriele D'Annunzio).

Dans les mois qui suivent, en tant que conseiller médical du corps d'armée, il parcourt souvent les salles de l'hôpital pour soigner et réconforter les blessés qui commencent à y affluer en nombre croissant. Cependant, à la fin du mois de décembre, à la suite d'un rhume banal, il a commencé à souffrir de la maladie qui allait le conduire à la mort, d'une "syncope cardiaque", le 10 janvier 1916. Au père Giovan Battista Vitale, qui l'a réconforté dans ses derniers jours, il a dit qu'il "voulait mourir en chrétien et en catholique, comme il avait été élevé et comme il avait vécu".

## Œuvres principales
- Ascoltazione e percussione nella Scuola romana, Dalla Tipografia Forense, Rome, 1857.
- Patologia del cuore e dell’aorta (3 volumes), Dallo Stabilimento Tipografico, Rome, 1863-1866.
- La Malaria di Roma, estratto dalla Monografia della Città di Roma e della Campagna Romana, Tipografia Elzeviriana, Rome, 1878.
- La via delle vene aperta ai medicamenti eroici, Tip. Nazionale Ditta G. Bertero e C., Rome, 1907.

## Monuments et souvenirs
À Rome, l'avenue qui longe les thermes de Caracalla lui est dédiée, une plaque sur sa dernière maison du Corso Vittorio (en face de la Chancellerie) et un monument sur la Piazza Salerno. À Rome, à l'intérieur du Policlinico Umberto I, une plaque lui est dédiée près d'une tour qui sert à récupérer les flux de déchets adjacents à la radiologie. A Chianciano Terme et Montecatini Terme, une avenue. A Civitavecchia, la longue avenue centrale bordée de platanes. À l'hôpital San Camillo de Rome, il y a un pavillon Baccelli. À l'hôpital Santa Maria Maddalena de Volterra, il y a également un bâtiment nommé Baccelli.

## Sources
- (it) Cet article est partiellement ou en totalité issu de l’article de Wikipédia en italien intitulé « Guido Baccelli » (voir la liste des auteurs).

- (en) Cet article est partiellement ou en totalité issu de l’article de Wikipédia en anglais intitulé « Guido Baccelli » (voir la liste des auteurs).

## Référence
1. ↑  Gorrini, Guido Baccelli, 1916, pp.3-4.
2. ↑  Gorrini, Guido Baccelli, 1899, p.8.
3. ↑  Alfredo Baccelli, Guido Baccelli, 1930, p.9.
4. ↑  Adalberto Pazzini, La storia della Facoltà medica di Roma, Istituto di Storia della Medicina della Università di Roma, Rome 1961, vol.2, p.459.
5. ↑  Nicola Spano, L'Università di Roma, Casa Editrice Mediterranea, Rome 1935, p.115.
6. 1 2  Adalberto Pazzini, op. cit., p.459.
7. ↑  Ettore Marchiafava, La perniciosità nella malaria, Pozzi, Rome 1928, p. 44.
8. ↑  Alfredo Baccelli, Guido Baccelli (1936), p.20.
9. ↑  Alfredo Baccelli, Guido Baccelli (1930), pp.20-21 e Pettinelli - Il Medico dei Re (2000), pp. 15-24.
10. 1 2  Adalberto Pazzini, op. cit., p.255.
11. ↑  Gorrini, Guido Baccelli, 1916, pp. 104-106.
12. ↑  G.Baccelli, La Malaria di Roma, 1871, p. 9.
13. ↑  Gorrini, Guido Baccelli, 1916, p. 110.
14. ↑  F.M.Snowden, La conquista della malaria. Una modernizzazione italiana 1900-1962, Einaudi, Turin 2008, p. 27, note 13.
15. ↑  M.Phisalix, Alphonse Laveran. Sa vie, son œuvre, Masson, Paris 1923, p.9.
16. ↑  C.Golgi, Sulle febbri malariche estivo-autunnali di Roma. Lettera a Guido Baccelli, Bizzoni, Pavie 1893, p. 3.
17. ↑  G.Corbellini, L.Merzagora, La malaria tra passato e presente, Museo di Storia della Medicina, Rome 1998, pp. 45-50.
18. ↑  G.Corbellini, L.Merzagora, op.cit., p.52.
19. ↑  M.Piccialuti , Fonti per la storia della malaria in Italia, Ministère du patrimoine et des activités culturelles. Direction générale des archives, Rome 2003, vol. I, pp. XXXIX e ss.
20. ↑  M.Piccialuti, op. cit.,vol. I, pp. LXVI e ss.
21. ↑  G.Baccelli, La via delle vene aperta ai medicamenti eroici, 1907.
22. ↑  G.Baccelli, La via delle vene…, op. cit., p. 6.
23. ↑  A. Laveran , Malaria e Tripasonomiasi, UTET, Turin 1907, p. 90.
24. ↑  G.Baccelli, La via delle vene…, op. cit., pp. 17-19.
25. ↑  N.Spano, ‘'L'Università di Roma'’, Casa Editrice Mediterranea, Roma 1935, p. 126.
26. ↑  G. Cosmacini, ‘'Storia della medicina e della sanità in Italia (Dalla peste europea alla Guerra Mondiale. 1348-1918)'’, Laterza, Bari 1994, pp. 374-5.
27. ↑  Si veda il sito ufficiale del Ministero della Salute.
28. ↑  Alfredo Baccelli, Guido Baccelli, 1931, p. 86.
29. ↑  G.Gorrini, Guido Baccelli, 1916, p. 38.
30. ↑  G.Gorrini, Guido Baccelli, 1916, pp. 47 e ss.
31. ↑  G.Gorrini, Guido Baccelli, 1916, pp. 75 e ss.
32. ↑  Alfredo Baccelli, Guido Baccelli, 1931, pp. 63 e ss.
33. ↑  Pietrangeli, Carlo, Guide Rionali di Roma. Rione IX-Pigna, Parte II, Palombi, Rome 1977, pp. 131.
34. ↑  Alfredo Baccelli, Guido Baccelli, 1931, pp. 65-66.
35. ↑  Christian Hülsen, Il Foro Romano - Storia e Monumenti, Loescher, Torino 1905, pp. 223.
36. ↑  Domenico Palombi, Rodolfo Lanciani. L'archeologia a Roma tra Ottocento e Novecento, L'Erma di Bretschneider, Rome 1996, pp. 70-71.
37. ↑  Italo Faldi et Bruno Mantura, La Galleria Nazionale d'Arte Moderna, Banca Popolare di Milano, Cinisello Balsamo 1977, p.13.
38. ↑  Faldi e Mantura, op. cit., pp.13-17.
39. ↑  Carla Serarcangeli, Il Policlinico Umberto I. Un secolo di storia, Casa Editrice Università La Sapienza, Rome 2006, pp. 17-18.
40. ↑  Vincenzo Di Gioia, "L'insediamento universitario a Roma. Dall'Unità italiana alla città universitaria (1870-1935)", in Annali di Storia delle Università italiane, Vol. 4, 2000, pp. 95-120.
41. ↑  Anonimo, "New Clinical Institution in Rome", The British Medical Journal, 11 février 1888, p. 213.
42. ↑  Serarcangeli, op. cit., pages 8 et 399-411.
43. ↑  Gorrini, Guido Baccelli, 1916, p. 229.
44. ↑  Gorrini, Guido Baccelli, 1916, p. 230.
45. ↑  la lapide sulla tomba nella chiesa di San Giovanni dei Fiorentini
46. ↑  Alfredo Baccelli, Guido Baccelli, 1931, p. 10.
47. ↑  Gorrini, Guido Baccelli, 1916, pp. 219-220; Pettinelli, Il Medico dei Re, 2000, pp. 89-90.
48. ↑  Gorrini, Guido Baccelli, 1916, p.220.
49. ↑  Alfredo Baccelli, Guido Baccelli, 1931, pp. 112-114.
50. ↑  Gorrini, Guido Baccelli, 1916, p.292; Alfredo Baccelli, Guido Baccelli, 1931, p. 113.
51. ↑  « Targa in memoria di Guido Baccelli »
52. ↑  « Monumento a Guido Baccelli »